# سفارة منغوليا في السويد
سفارة منغوليا في السويد هي أرفع تمثيل دبلوماسي لدولة منغوليا لدى السويد. تقع السفارة في ستوكهولم وهي تهدف لتعزيز المصالح المنغولية في السويد.

## وصلات خارجية
- قائمة سفارات منغوليا
- قائمة السفارات في السويد